# 请和我交朋友
《请和我交朋友》（英語：Friend Me）是一部由Alan Kirschenbaum和Ajay Sahgal创造的美国情景喜剧。

## 演员和角色
- Christopher Mintz-Plasse 饰 Evan
- Nicholas Braun 饰 Rob
- Amanda Lund 饰 Amanda
- Tim Robinson 饰 Sully
- Dan Ahdoot 饰 Farhad
- Parvesh Cheena 饰 Mike

## 开发和制作
2012年5月13日CBS宣布正式预订本节目，并将在2012年－2013年电视季季中播出，然而在2012年12月6日公布季中安排时CBS透露本剧将不会安排在季中开播。本剧是Alan Kirschenbaum最后创造的电视剧，他于2012年10月26日自杀，应为他的去世导致本片到2013年初都没有安排档期也没有拍摄。